# 湯野川温泉

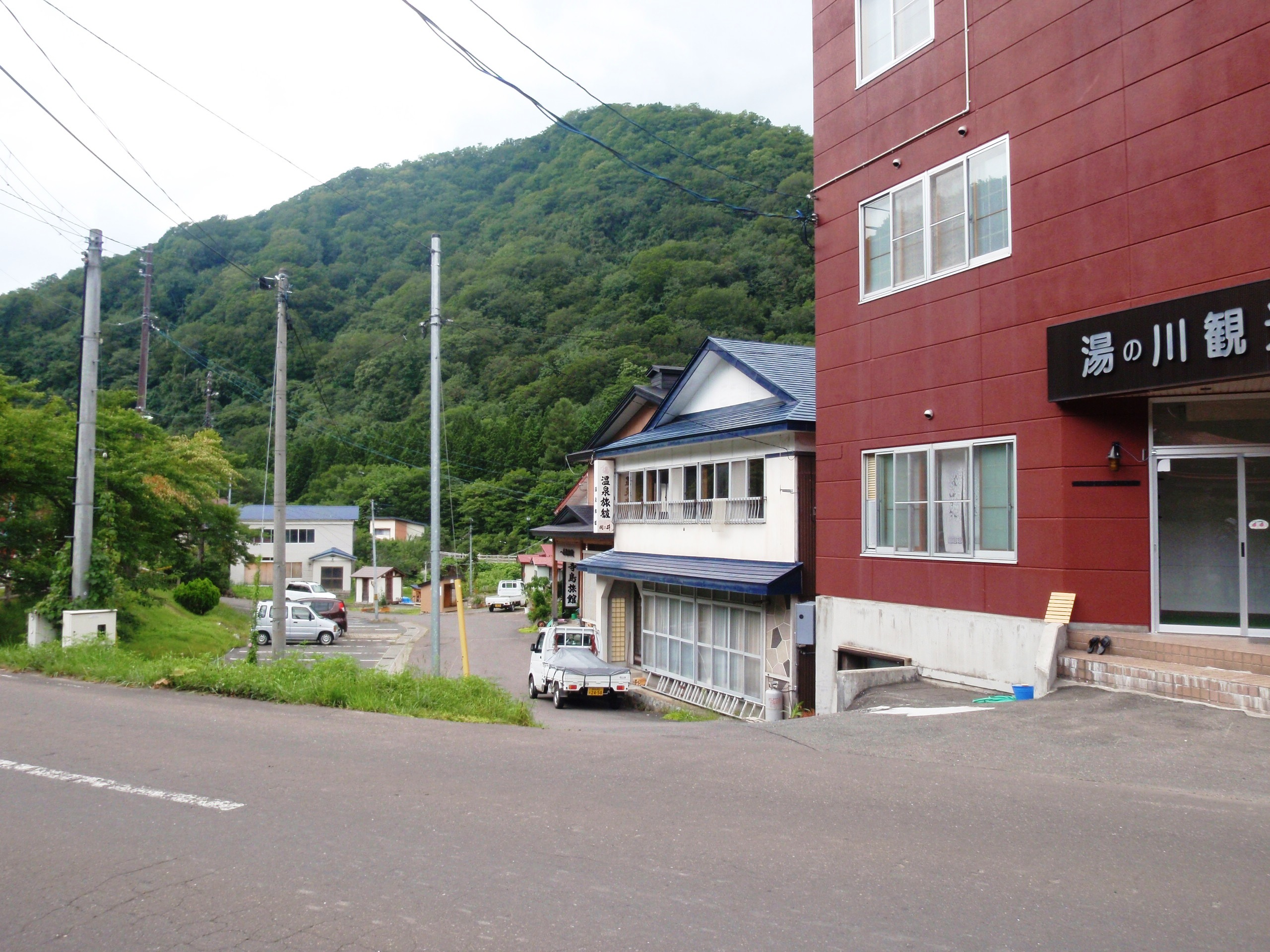
旅館街

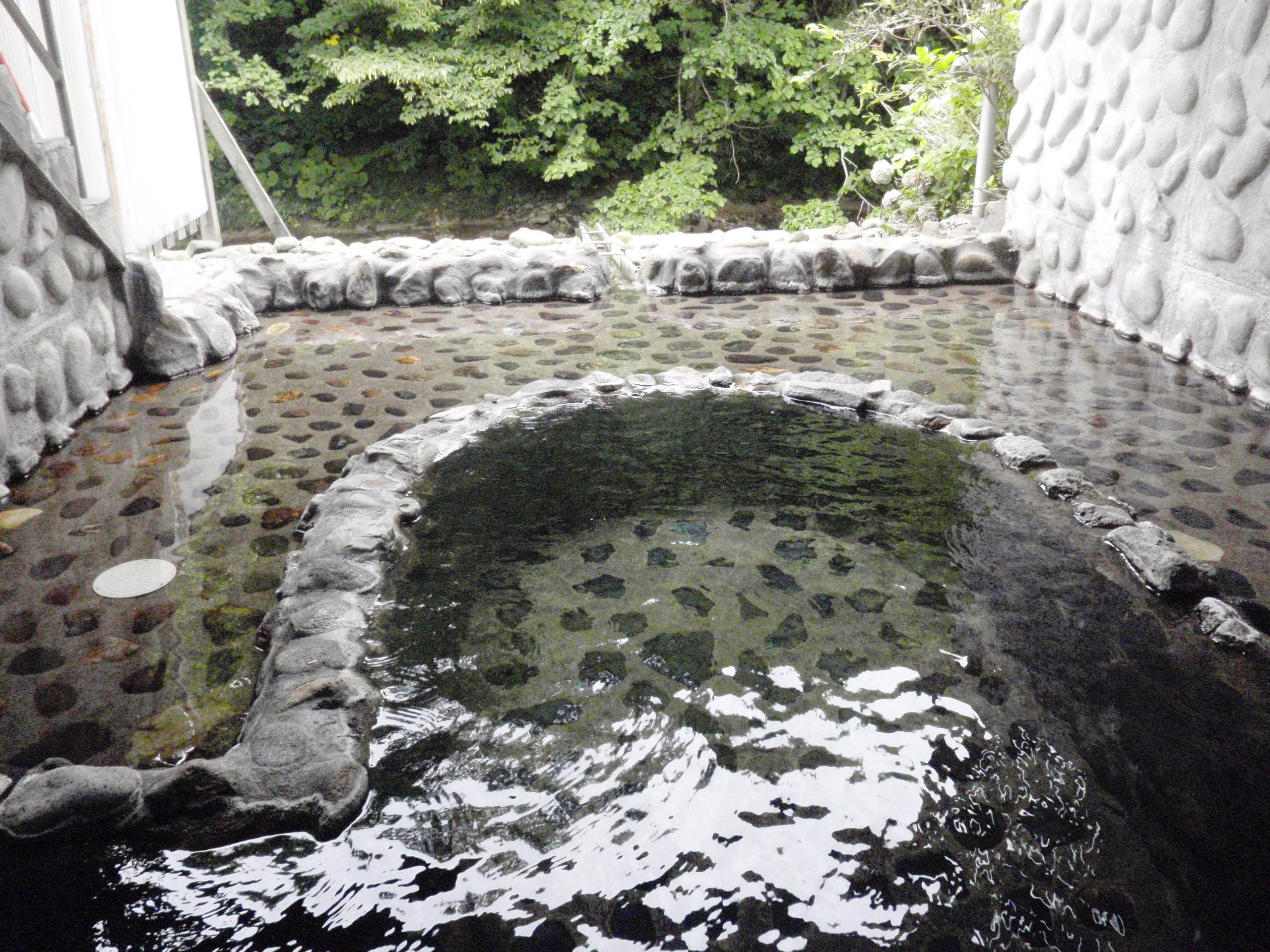
濃々園の露天風呂

湯野川温泉（ゆのかわおんせん）は、青森県むつ市川内町湯野川（旧国陸奥国）にある温泉である。湯の川温泉と表記されることもある。

## 泉質
- アルカリ性単純温泉（低張性アルカリ性高温泉）
  - 源泉温度54℃[1]

## 温泉街
下北半島の奥地、湯野川渓流沿いに温泉地が広がる。ホテルは1軒、旅館は3軒存在する。日帰り入浴施設は1軒、濃々園（じょうじょうえん）がある。また地元の人用の共同浴場も存在する。河口慧海が、チベットから持ち帰った大蔵経などの教典を訳すためこの地の小さな寺に籠もり、大志半ばに死去した。
1970年 には漫画家つげ義春が、『アサヒグラフ』の取材で大崎紀夫、北井一夫と3人で下北半島を訪れた際に立ち寄るが、原因不明の高熱のため2日間身動きが取れなくなる。その際には大湊線の終点からバスで陸奥湾の出口付近にある脇野沢村九艘泊の漁村へ赴き、その貧しい暮らしぶりに無常感を感じ自分もそこで暮らしたいとの願望を持ち、廃墟やそれに類する貧しい暮らしのたたずまいから、＜意味化され社会化されていた自己＞からの解放と生の回復の希求を感じ取る。湯野川温泉を後にした3人は、牛滝、福浦、長後、佐井の小さな漁村を巡った後、仏が浦へ向かう。

## 歴史
開湯は1674年（延宝2年）、泉竜寺の開祖である大英門突によって発見されたという。
下風呂温泉同様に、1964年には水上勉の飢餓海峡の撮影が行われた場所である。
飢餓海峡にも登場する森林鉄道が川内方面と結んでいた。2008年現在も森林鉄道の痕跡が残る。

## アクセス
- 鉄道 : JR大湊線大湊駅よりJRバス東北下北線脇野沢行に乗り、約45分で川内町バス停へ。同バス停より川内交通湯野川温泉行バスに乗り換え約30分。
- 車：むつ市街地から青森県道46号川内佐井線経由45km。